# Cláudio Ramos (Fußballspieler)
Cláudio Pires Morais Ramos (* 16. November 1991 in Touro, Portugal) ist ein portugiesischer Fußballtorwart.

## Karriere
Ramos stammt aus der Kleinstadt Touro im Kreis Vila Nova de Paiva. Nachdem er erste Erfahrungen als Torwart bei Vitória Guimarães und Amarante FC gesammelt hatte, kam er 2011 zum CD Tondela. Im Jahr darauf stieg der mit dem Verein in die Segunda Liga auf. Er wurde bei über 100 Spielen eingesetzt und zweimal als bester junger Spieler ausgezeichnet. 2013 nahm er am Taça de Portugal teil. 2015 wurde er mit dem CD Tondela Meister, der dadurch in die Primeira Liga aufstieg. Im gleichen Jahr verlängerte Ramos seinen Vertrag bis Juni 2017. Gegen Ende der Saison 2018/19 wurde er Kapitän von Tondela. Im August 2020 folgte der Wechsel zum amtierenden portugiesischen Meister FC Porto. Dort erhielt er einen Vertrag bis 2024.

## Erfolge
CD Tondela
- Portugiesischer Zweitligameister: 2015

FC Porto
- Portugiesischer Meister: 2022
- Portugiesischer Pokalsieger: 2022
- Portugiesischer Supercupsieger: 2022